# Рятувальник на воді

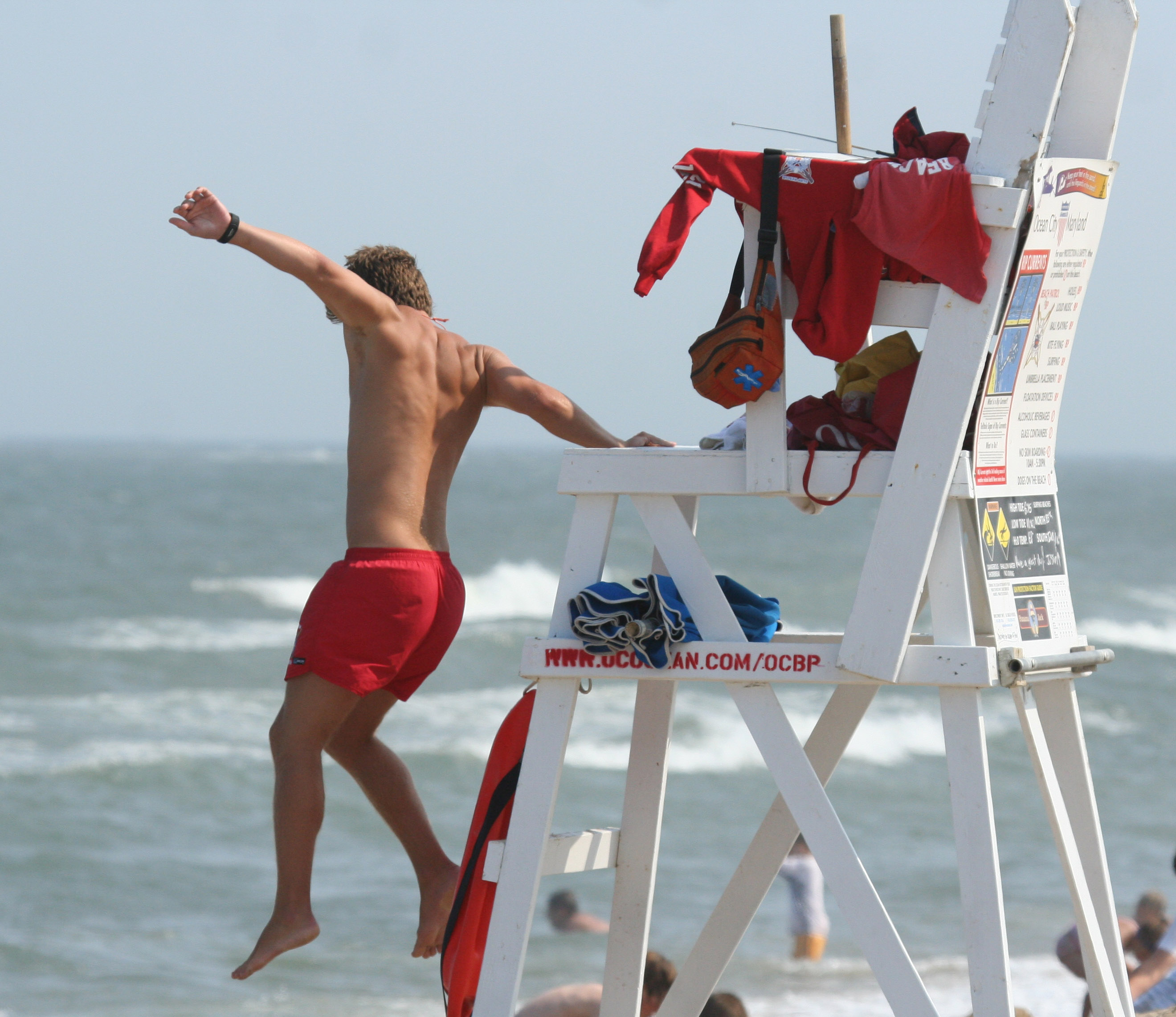
Рятувальник на пляжі Оушен Сіті, США

Рятувальник на воді (іноді лайфґард, від англ. lifeguard) — особа, що відповідальна  за безпеку людей, які перебувають у воді, у місцях відпочинку та розваг, таких як плавальний басейн, аквапарк, пляж. Професія рятувальника досить складна, вимагає певних вмінь та навичок. Однією з найважливіших характеристик рятувальника на воді є вміння добре плавати. Вони проходять спеціальний тренінг з порятунку і наданню першої допомоги. У деяких країнах рятувальники належать до служби екстреної медичної допомоги.
Нещасні випадки на воді найчастіше відбуваються через недотримання правил безпечної поведінки на водних об'єктах, купання в нетверезому стані, необережність при вилові риби і при користуванні різними плавзасобами та подібне. Організація і проведення серед населення роз'яснювальної роботи, охорона життя і безпеки людей на воді — одне з основних завдань оперативно-рятувальних підрозділів МНС України.

## Обов'язки
В обов'язки рятувальника входить порятунок людей (в деяких випадках і їх майна) у воді, та прилеглих до неї територіях. Основний обов'язок рятувальників полягає в запобіганні небезпеки на території, за яку вони відповідальні. Рятувальники можуть бути як оплачуваними працівниками, так і добровольцями.
Звичайні вимоги, які вимагаються від рятувальників:
- освіта і володіння інформацією щодо рятування потопаючих;
- застерігати плавців про небезпеку;
- дотримання правил;
- наглядати за тими, хто купається;
- добре вміння плавати.

## Рятувальні пости
Біля водного простору обладнується рятувальний пост із рятувальним, сигнальними засобами, засобами зв'язку та іншим. У містах, де відкрито від п'яти постів, організується рятувальна станція, до складу якої входить командно-зв'язковий вузол зі спостережною  вежею, рятувальним човном тощо та медичний і реанімаційний пункти.

### Категорії рятувальних постів
Рятувальні пости поділяються за категоріями відповідно до довжини берегової смуги пляжу:
- першої категорії — більш як 900 м
- другої категорії — від 300 до 900 м
- третьої категорії — до 300 м

### Сигнальні прапори
Сигнальні прапори рятувального поста встановлюються на відстані 5 м від берега.
| Прапор | Значення                                                            |
| ------ | ------------------------------------------------------------------- |
|        | Зона обслуговування рятувального поста                              |
|        | Висока небезпека. Купання не рекомендується або заборонено          |
|        | Середня небезпека. Купання дозволене тільки для досвідчених плавців |
|        | Купання безпечне (необов'язковий прапор)                            |
|        | Наявність медуз та інших небезпечних тварин                         |
|        | Район плавзасобів, купання заборонене                               |
|        | Використання плавзасобів заборонено                                 |
|        | У воді перебуває водолаз                                            |
|        | У воді перебуває водолаз (варіант)                                  |